# Otus beccarii
Otus beccarii е вид птица от семейство Совови (Strigidae). Видът е застрашен от изчезване.

## Разпространение
Видът е разпространен в Индонезия.